# ドンヒョン
ドンヒョン（1989年2月12日-  ）は大韓民国の歌手。本名はキム・ドンヒョン。

## 来歴
1989年2月12日生まれ。グループの末っ子ライン(ヨンミン、クァンミン、ミヌ)とは6歳の差があるものの、誰にも負けない童顔を誇っている。メンバーたちが選ぶ公式ビジュアルキングである彼は、お肌の管理はもちろん、体に良い韓方薬を自ら飲むなど、自己管理を徹底している。根気と忍耐力も人一倍だ。2006年に放送されたKBS 2TVバラエティ番組「ハッピーサンデー－品行ゼロ」に出演し、整った顔立ちで有名になった彼は、番組終了後、今の所属事務所に練習生として入り、5年余りの練習期間を経てBOYFRIENDでデビューした。同じ所属事務所の先輩であるK.willがドンヒョンに歌を教えた初めての先生で、彼の教えのおかげで明知(ミョンジ)大学のミュージカル学科に合格することができたという。2013年、日韓合作ミュージカル「千番目の男」の主演を務め、爆発的な歌唱力と安定した演技力で自身の魅力を思う存分に披露した彼は「2014 アジアモデル賞授賞式－BNTミュージカルアワード」で男性新人賞を受賞した。今まで聞いたことのないドンヒョンの独特な声は「OBSESSION」のステージでも輝きを放ち、多くの人々の好奇心を刺激している。

## 活動
| ボーイフレンド |

| アルバム                     | 発売日         | トラックリスト                                       |
| ---------------------------- | -------------- | ---------------------------------------------------- |
| ザ・ミラクル OST Part.2      | 2016年12月12日 | 1. Promise（Feat。Kia Of MAS 0094） 2. Promise(inst) |
| 花道だけ歩きます OST Part.22 | 2020年2月9日   | 1. これは私の愛です」 2. これは私の愛です（inst）    |

### 作詞/作曲リスト
| 2014 | ボーイフレンド | 「BOYFRIEND 3rd EP WITCH」                   | 10月13日 | 07 | よく過ごしました。 | 作詞、作曲 |
| 2015 | ボーイフレンド | ボーイフレンド4th EP BOYFRIEND in Wonderland | 3月9日   | 05 | LOST MEMORY        | 作詞、作曲 |
| 2016 | ボーイフレンド | Jackpot                                      | 11月2日  | 02 | Nightmare          | 作詞、作曲 |
| 2016 | ボーイフレンド | Jackpot                                      | 11月2日  | 03 | B&D                | 作詞、作曲 |
| 2018 | ボーイフレンド | 「キツネ」                                   | 5月25日  | 01 | キツネ             | 作詞       |
| 2021 | ボーイフレンド | 「ENDING CREDIT」                            | 5月26日  | 01 | ENDING CREDIT      | 作詞、作曲 |

### ドラマ
| 2011 | KBS                                    | 愛と戦争2                      | ドンヒョン         |
| 2014 | MBC EVERY1                             | 愛の周波数 37.2                | 特別出演           |
| 2015 | ウェブドラマ (HOTZIL)                  | 1KM彼と私の距離                | ゼウ               |
| 2016 | ウェブドラマ（ネイバーTV）             | ザ・ミラクル                   | 反応性             |
| 2017 | ウェブドラマ（ネイバーTV）             | グッドモーニング二階バス       | チョン・ドンヒョン |
| 2018 | ウェブドラマ（ネイバーTV）             | 上品な女軍のシャベルロマンス   | キム・スヒョン     |
| 2018 | ウェブドラマ                           | [文化ビジョン2030]人生本喫茶店 | 球選手             |
| 2018 | ウェブドラマ（ネイバーTV）             | ピアナ                         | 特別出演           |
| 2021 | ウェブドリーマ（キングクラブOFFICIAL） | みんなが望む大学生の弓         | ドホン             |

### 映画
| 2021.03.04 | インサ | テス |

### ミュージカル
| 2013 | 千人目               | 甘い               |
| 2014 | チョンガクの野菜店   | ユンミン           |
| 2015 | 兄弟は勇敢だった     | ジュボン           |
| 2015 | チョンガクの野菜店   | ユンミン           |
| 2016 | ロミオとジュリエット | ロミオ             |
| 2017 | マイバケットリスト   | 鋼球               |
| 2019 | マイバケットリスト   | 鋼球               |
| 2019 | マイバケットリスト   | 鋼球               |
| 2019 | マイバケットリスト   | 鋼球               |
| 2021 | スリルミ             | 私（ネイソン）     |
| 2021 | 若い王子             | サンテグジュベリー |

### 芸能
| 2013 | SBS MTV    | ベストオブベスト（MC）                         |
| 2015 | ネイバーTV | ビューティーステーションザショー（MC）         |
| 2016 | ネイバーTV | ビューティーステーションザショー（MC）         |
| 2017 | KBS2       | アイドル・リブート・プロジェクト・ザ・ユニット |

## 受賞
| 2014 | アジアモデル賞授賞式- Bntミュージカルアワード男新人賞 |

```
*文化体育観光部ヌリコミュニケーション大使委嘱（2018.10.15～2019.04.15）
```